# Красне-Фольварчне
Красне-Фольварчне (пол. Krasne Folwarczne) — село в Польщі, у гміні Ясьонувка Монецького повіту Підляського воєводства.
Населення — 96 осіб (2011).
У 1975-1998 роках село належало до Білостоцького воєводства.

## Демографія
Демографічна структура станом на 31 березня 2011 року:
|          | Загалом | Допрацездатний вік | Працездатний вік | Постпрацездатний вік |
| -------- | ------- | ------------------ | ---------------- | -------------------- |
| Чоловіки | 53      | 10                 | 34               | 9                    |
| Жінки    | 43      | 5                  | 27               | 11                   |
| Разом    | 96      | 15                 | 61               | 20                   |